# Lišnice
Lišnice település Csehországban, a Mosti járásban. Lišnice Most, Výškov, Havraň, Bečov, Malé Březno és Polerady településekkel határos. Lakosainak száma 214 fő (2024. január 1.).

## Népesség
A település lakosságának változását az alábbi diagram mutatja:
| Lakosok száma | 708  | 878  | 838  | 441  | 239  | 215  | 210  | 202  | 198  | 214  |
|               | 1869 | 1900 | 1921 | 1961 | 1980 | 2011 | 2016 | 2019 | 2021 | 2024 |